# Gazeta Literária do Porto
Gazeta Literária do Porto também conhecida por “Gazeta de Camilo Castelo Branco”, publicou-se semanalmente na capital nortenha em 1868, com início em Janeiro, e contou com a presença de Camilo como redator principal assinando a grande maioria dos textos publicados. Este facto originou um litígio entre o escritor e o editor da “Gazeta”, Anselmo Evaristo de Morais Sarmento, reclamando, o primeiro, o pagamento do seu trabalho, reclamando, o segundo, a propriedade dos textos, de tal forma que acabou por conduzir ao encerramento da publicação. Quanto aos conteúdos, estes alternavam entre os folhetins, romances, crónicas, críticas etc., assinados por personalidades relevantes da literatura portuguesa, entre os quais: Ana Plácido (que assinava sob o pseudónimo de Gastão Vidal de Negreiros), Tomás Ribeiro, Delfim de Almeida, Bulhão Pato, Ramalho Ortigão, Ernestina da Luz, Frederico Laranjo, José Maria d’Andrade Ferreira, Pinheiro Chagas, António Feliciano de Castilho, Júlio de Castilho e António Azevedo Castelo Branco (sobrinho de Camilo Castelo Branco).